# Central elèctrica de Tallinn
La Central elèctrica de Tallinn (Tallinna elektrijaam en estonià) és l'antiga central de producció d'energia elèctrica de Tallinn i que va estar en actiu del 1913 fins al 1979. Actualment el complex de la central allotja el Kultuurikatel (Centre Creatiu de Tallinn).

## Història
La construcció de la central elèctrica fou iniciada per l'empresa estoniana Volta per decisió de l'Ajuntament de Tallinn el 1912 després de l'estudi d'un comitè especial establert el 1909. La central es va construir al costat de la fàbrica de gas de Tallinn ubicada a l'antiga fortalesa Stuart, i fou inaugurada el 24 de març de 1913. Aquesta fou dissenyada per l'empresa Volta, sent-ne l'arquitecte Hans Schmidt. Originalment utilitzava tres turbines de vapor de 250 cavalls (0,19 MW) de tipus Laval i tres generadors elèctrics de 250 cavalls (0,19 MW), tots produïts per la mateixa empresa. També de dues calderes de carbó fabricades per AS Franz Krull. Entre 1919 i 1920, la planta es va ampliar i va passar a utilitzar torba i fusta. El 1924 la central elèctrica va canviar de nou i començà a utilitzar pissarra bituminosa, sent la primera central elèctrica del món que va utilitzar la pissarra bituminosa com a combustible principal. El 1939, la central va aconseguir una producció de 22 MW.
El 1929 es va posar en funcionament una nova sala de turbines i el 1932 un nou quadre de distribució<. El 1941, la central elèctrica va ser destruïda per les tropes soviètiques a l'abandonar el país, però va ser restaurada el 1948. El 9 d'octubre de 1959, la planta va començar a funcionar com a central combinada de calor i electricitat que proporcionava calefacció urbana a Tallinn. El 1965 la central va canviar a alimentar-se per fueloil. Finalment va cessar la producció d'electricitat el 2 de febrer de 1979.

## Cinema
La central va ser utilitzada el 1977 per Andreï Tarkovski per filmar-hi la pel·lícula Stalker. Per aquest motiu es van pintar les lletres U i N (de Nacions Unides) a la xemeneia, on encara són visibles avui dia.

## Galeria d'imatges

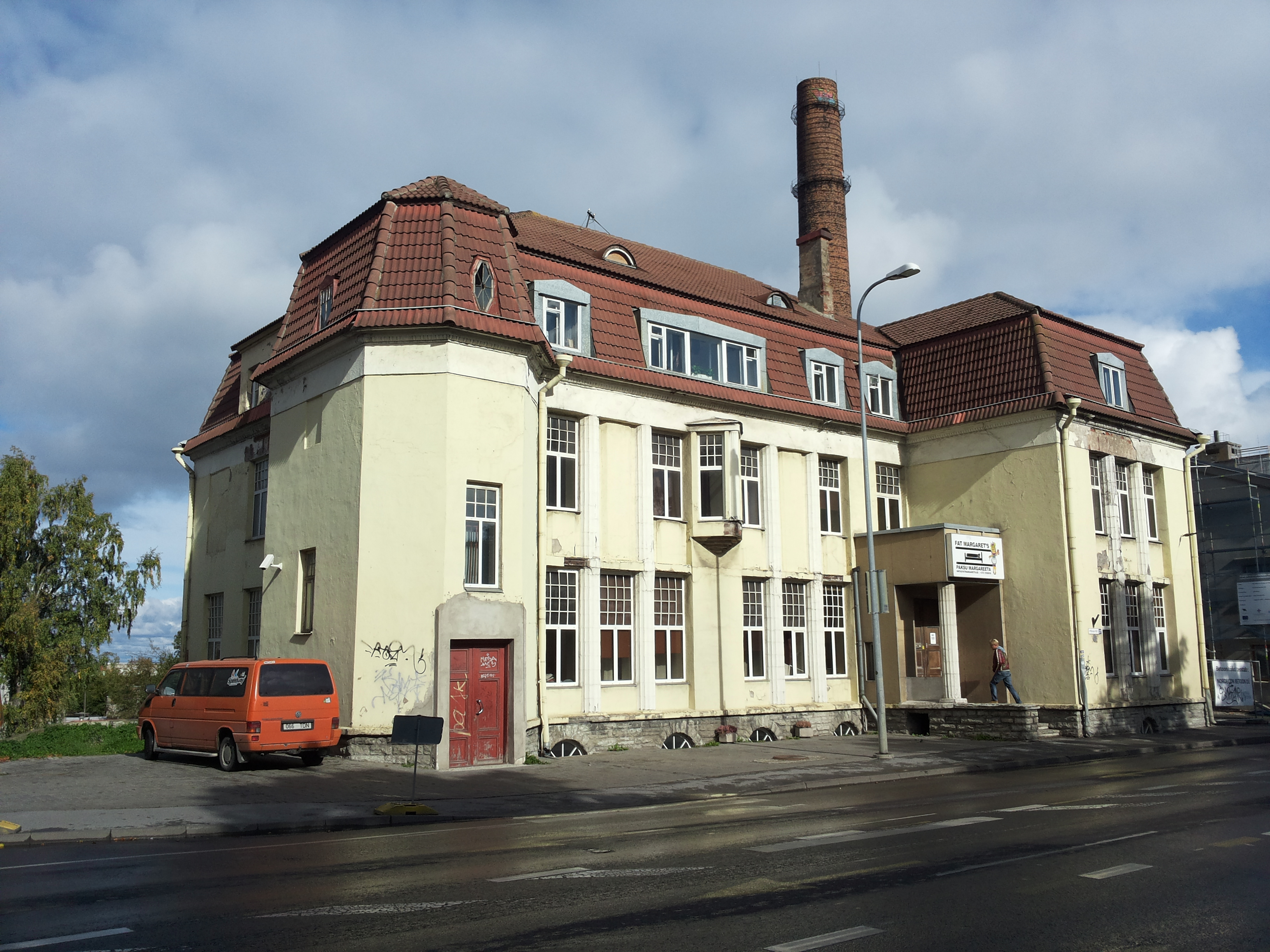
Edifici d'administració.
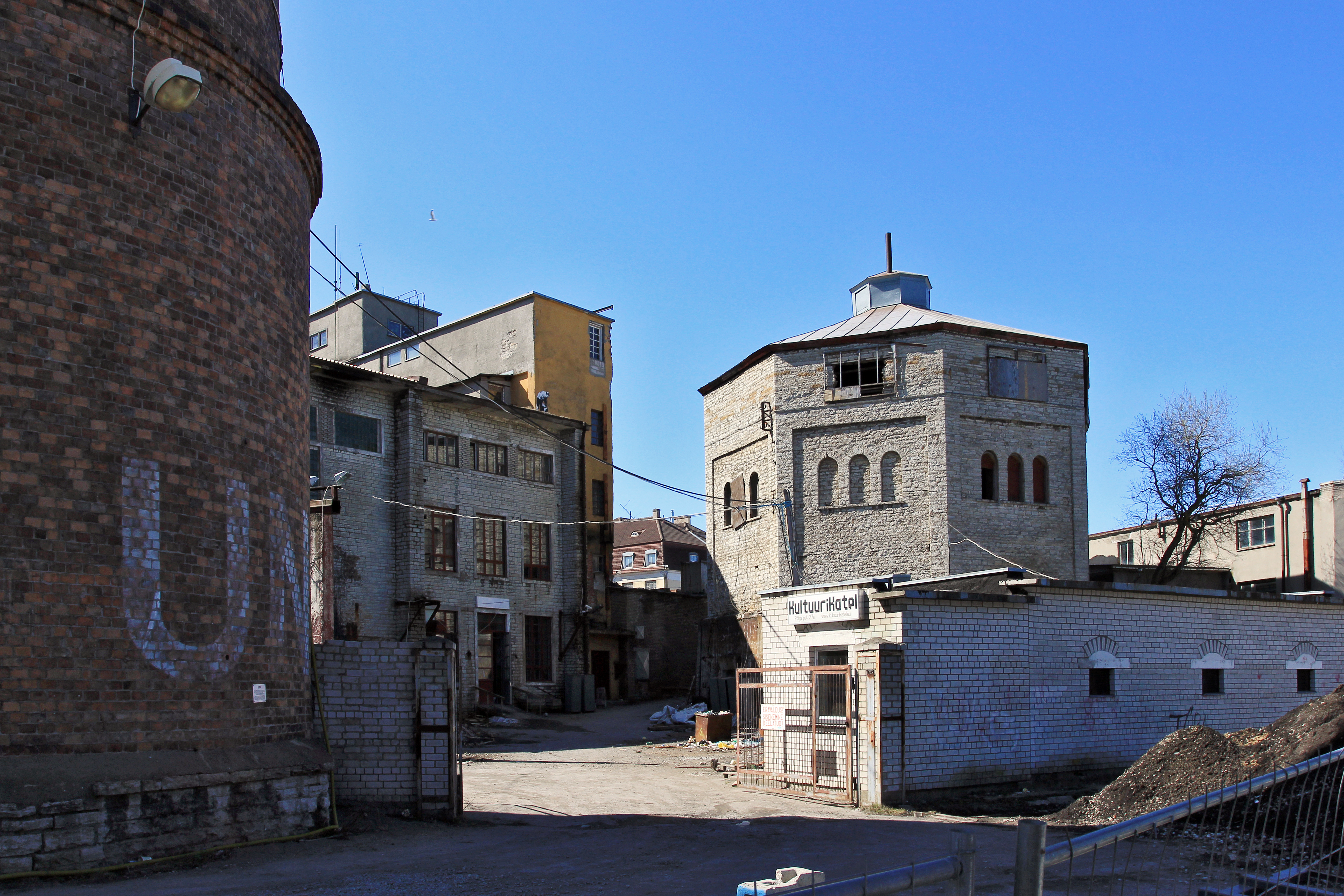
Edifici del gasòmetre.
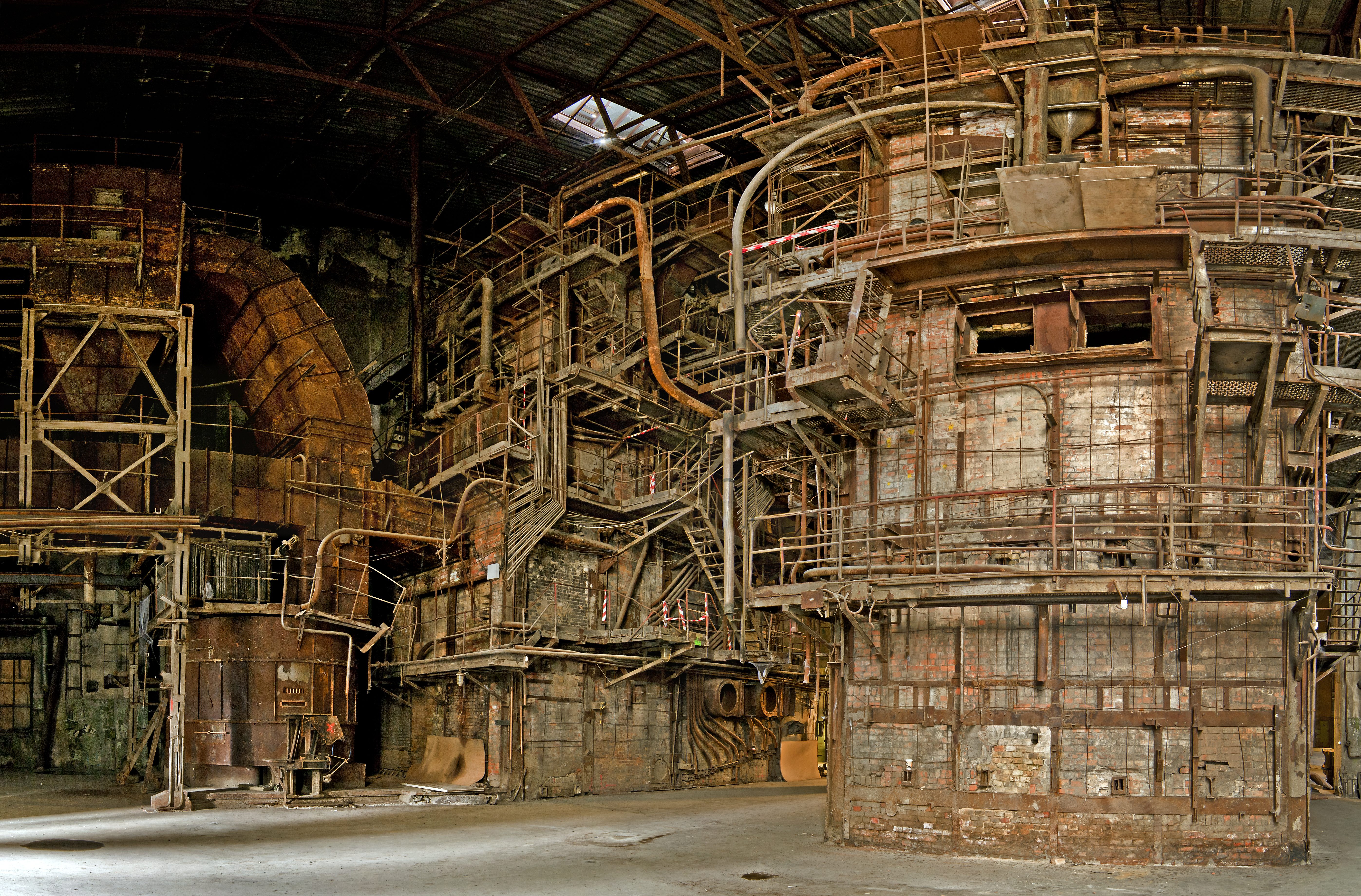
Vista interior de la sala de calderes.